# John Herzfeld
John Herzfeld (* 15. April 1947 in Newark, New Jersey) ist ein US-amerikanischer Filmregisseur und Drehbuchautor sowie Schauspieler.

## Biographie
John Herzfeld wuchs in West Orange, New Jersey auf. Sein Vater, ein Kleinunternehmer, schätzte Kino, Theater und Ballett und ermöglichte seinen Kindern häufig Vorstellungen zu besuchen. Nach dem Studium an den Universitäten von Memphis und Miami begann er seine Karriere zunächst als Schauspieler.
Seine ersten Rollen bekam er in dem Fernsehkrimi Lieutenant Schuster’s Wife (1972) sowie in Paul Bartels überdrehter Komödie Cannonball (1976), in der David Carradine die Hauptrolle spielte. In einer Folge der Krimiserie Starsky & Hutch (1978) spielte er Starskys Bruder. Danach hatte Herzfeld Auftritte in mehreren Fernsehproduktionen.
Seit 1979 arbeitet Herzfeld als Drehbuchautor für Film und Fernsehen. Er schrieb die Drehbücher zu Robert Markowitz' hochgelobtem Drama „Stimmen der Liebe“ (1979, mit Amy Irving), Daryl Dukes „Hard Feelings“ (1982) und „Zwei vom gleichen Schlag“ (1983) mit John Travolta und Olivia Newton-John. Der letztgenannte Spielfilm war zugleich seine erste Regiearbeit. 1986 spielte er als „Cho“ im Actionfilm Die City-Cobra. In den nächsten Jahren inszenierte er eine Reihe von Fernsehfilmen.
1996 inszenierte er den Kriminalfilm 2 Tage in L. A. 1997 folgte die Don-King-Biografie Don King: Only in America fürs Fernsehen. 2000 inszenierte er den Actionfilm 15 Minuten Ruhm mit Robert De Niro in der Hauptrolle. Mit Reach Me (2014) und Escape Plan 3: The Extractors (2019) realisierte er zwei Filme mit Sylvester Stallone.

## Filmografie (Auswahl)

### Regisseur und Drehbuchautor
- 1983: Zwei vom gleichen Schlag (Two of a Kind)
- 1987: Daddy (Fernsehen)
- 1989: The Ryan White Story (Fernsehen)
- 1989: The Preppie Murder (Fernsehen)
- 1992: The Fifth Corner (Fernsehserie, 3 Folgen)
- 1993: Casualities of Love: The Long Island Lolita Story (Fernsehen)
- 1993: Remember (Fernsehen)
- 1996: 2 Tage in L. A. (2 Days in the Valley)
- 1997: Don King: Only in America
- 2000: 15 Minuten Ruhm (15 Minutes)
- 2008: SIS
- 2014: Reach Me – Stop at Nothing (Reach Me)
- 2019: Escape Plan 3: The Extractors (Escape Plan: The Extractors)

### Schauspieler
- 1972: Lieutenant Schuster’s Wife
- 1976: Cannonball
- 1978: Youngblood
- 1986: Die City-Cobra (Cobra)